# エリク・パールタル
エリク・エンデル・パールタル（Erik Endel Paartalu、1986年5月3日 - ）は、エストニア系オーストラリア人の元サッカー選手。元オーストラリア代表。現役時代のポジションはMF。
Kリーグ時代の登録名はパータル（ハングル: 파탈루）。

## クラブ歴

### NSL
ニュー・サウス・ウェールズ・インスティチュート・オブ・スポーツ出身でノーザン・スピリトFCの下部組織に入り、トップチームに昇格。2004年1月11日のメルボルン・ナイツFC戦で途中出場しオーストラリアン・ナショナルサッカーリーグデビューするも出場はこの試合に止まり、クラブが解散した。
ノーザン・スピリトが解散したため、ニュー・サウス・ウェールズ・ウィンター・スーパーリーグに参加するノーザン・タイガースFCに移籍、2004シーズンで17試合に出場し4得点。
同年、ニュー・サウス・ウェールズ・プレミアリーグに参戦するパラマッタFCに移籍、2006シーズンまで在籍した。

### スコットランド

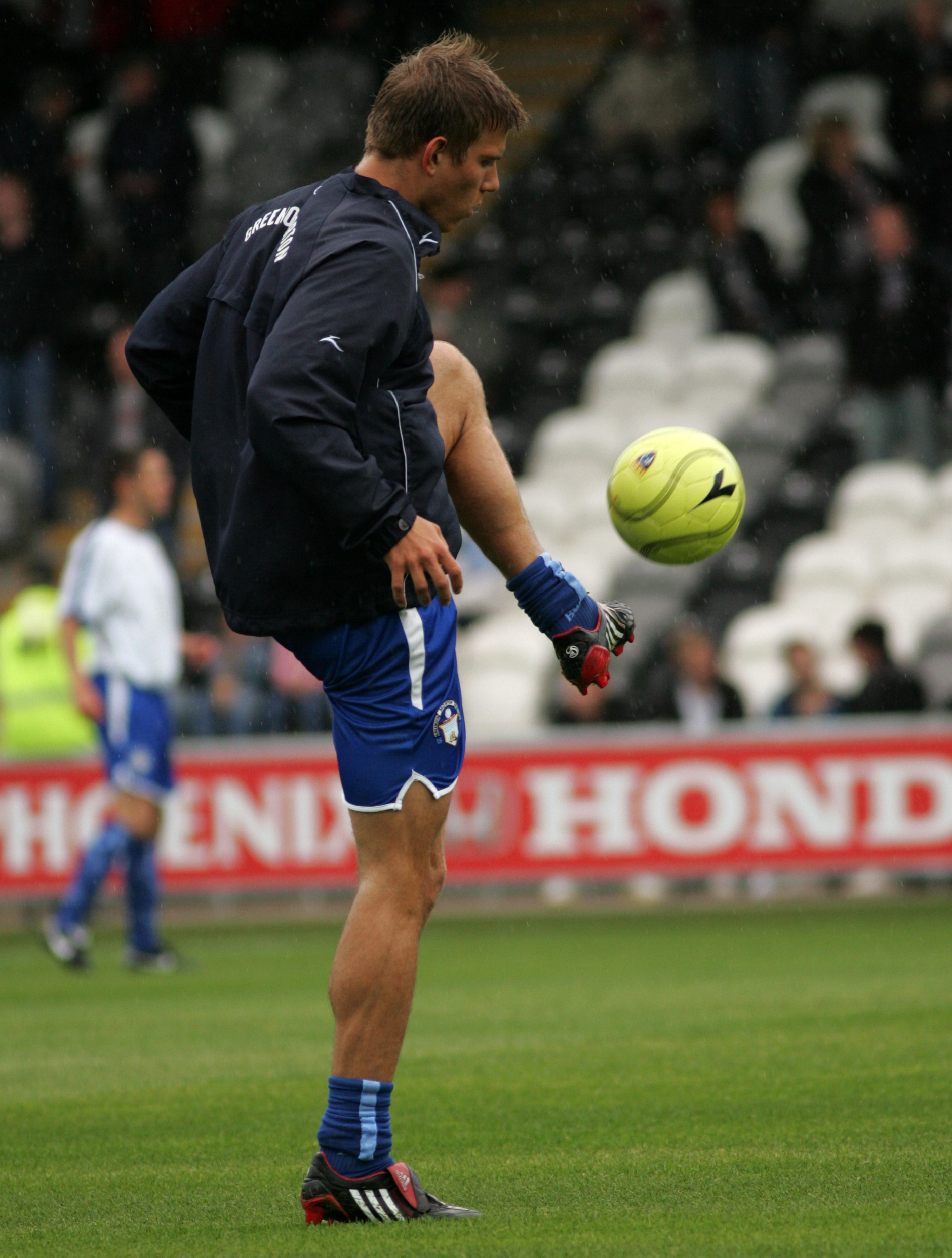
2009年のパールタル

イングランド・フットボールリーグ1に参戦するドンカスター・ローヴァーズFCのトライアルに参加し、移籍が期待されていたが、監督のデーヴ・ペニーが解任となって移籍はならなかった。
2006年9月にトライアルを経て短期間の契約ではあるが、スコットランドのグレトナFCに加入。目覚ましい活躍を遂げ、2007年1月に2年半の契約を勝ち取った。2008年1月には2007-08シーズン終了までスターリング・アルビオンFCへのレンタル移籍となった。スターリング・アルビオンでの初出場は2008年1月5日に行われたハミルトン・アカデミカルFC戦であった。出場2試合目となったリヴィングストンFC戦でスターリング・アルビオン時代唯一の得点を記録した。
2008年3月にグレトナが財政破綻したため放出。グリノック・モートンFCに加入。クラブをスコティッシュ・フットボールリーグ・ファースト・ディヴィジョンに残留させた功を評価され、2008年4月に2010年までの2年契約を勝ち取った。

### ブリスベン・ロアー

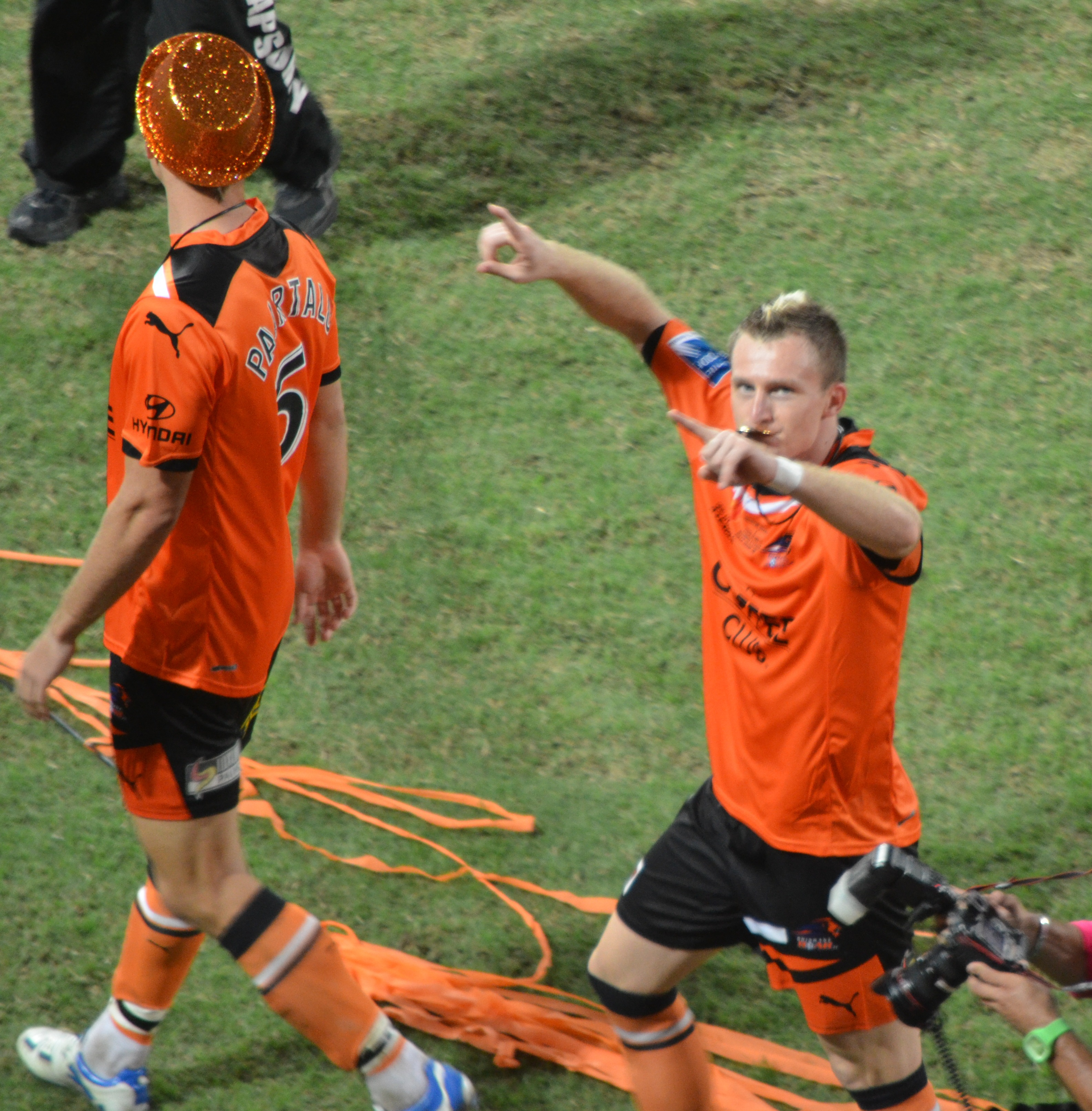
ブリスベン・ロアーFCのAリーグ2012グランドファイナル勝利をベサルト・ベリーシャとともに祝うパールタル(左)

2010年夏に契約が切れるのに先立って、彼は2010年2月24日にブリスベン・ロアーFCと仮契約に合意。ブリスベン・ロアーに加入後は中盤の楔としてそして決定的な得点者として活躍、クラブに不可欠な選手となった。2011年のAリーググランドファイナルでは延長戦に縺れ込んで120分に同点弾を決めてPK戦に持ち込ませ、PKも決めてクラブのリーグ制覇に大きく貢献した。なおこのシーズンのレギュラーシーズン最終節、ゴールドコースト・ユナイテッドFC戦で決めたボレーシュートは同年のAリーグ年間最優秀ゴールに選定された。
翌2011-12シーズンのファイナルシリーズ第1試合でも強烈な得点を決めて、クラブの勝利に貢献した。なお彼は2010-11シーズン、2011-12シーズンともに全試合でスターティングメンバーに名を連ねていた。

### 天津泰達
2013年1月21日に、中国サッカー・スーパーリーグの天津泰達足球倶楽部に2年契約で加入。

### ムアントン・ユナイテッド
2014年2月に天津泰達を退団すると、タイ・プレミアリーグのムアントン・ユナイテッドFCに加入。
2014年7月にはニューカッスル・ユナイテッド・ジェッツFCから国内のマーキープレーヤーとしてのオファーが来たが、彼はムアントン・ユナイテッド残留を選んだ。ニューカッスル・ジェッツはクレイグ・グッドウィンの後釜として9月にも再び声を掛けた。

### メルボルン・シティ
しかし彼はこれだけ熱心で待遇も良いオファーを蹴って、9月15日に4年契約で普通のサラリーキャップのメルボルン・シティFCに移籍した。これについて彼は「フィールドの内外を問わず勝利出来る気概を持っているクラブに所属したくて、そのクラブがメルボルン・シティだった」と述べている。2シーズン近くで40試合7得点の結果を残した後、大韓民国に活路を求めて退団。

### 全北現代モータース
メルボルン・シティを退団した彼はKリーグクラシックの全北現代モータースに加入。しかし数ヶ月で崔康熙監督から韓国の速いサッカーに適応できないと見做されメンバー外落ちとなった。その後数週間でトレーニングも自身でしなければならなくなるまで境遇が悪化したが、彼自身はメンバーに復帰したいと思っていた。2016年10月にカタール・スターズリーグのアル・フライティヤートSCにレンタル移籍。同年末を以て全北を退団し、無所属となった。

### ベンガルール
2017年7月5日、インド・スーパーリーグに1年契約でベンガルールFCに加入。8月23日に行われたAFCカップ2017の4.25体育団戦で初出場、3-0で勝利した。

## 代表歴
2003 FIFA U-17世界選手権にオーストラリアU-17代表として3試合全てに出場した。
2012年2月21日の2014 FIFAワールドカップ・アジア3次予選のサウジアラビア代表戦で代表初招集。7月20日に行われた東アジアカップ2013の大韓民国代表戦で代表初出場。

## タイトル

### クラブ
グレトナ
- スコティッシュ・フットボールリーグ・ファースト・ディヴィジョン: 2006-07

ブリズベン・ロアー
- Aリーグ: 2010-11, 2011-12

ベンガルール
- インディアン・スーパーリーグ: 2018-19

### 代表
オーストラリア
- OFC U-17選手権: 2003

### 個人
- Aリーグ年間最優秀ゴール: 2010–11